# Bibliographie sur la sauvegarde de la Création
Cet article court présente un sujet plus développé dans : Sauvegarde de la Création.
Classement par ordre alphabétique de nom d'auteur :
- Jean-Philippe Barde (dir.), Crise écologique et sauvegarde de la création, une approche protestante, Édition Première Partie, 2017.
- Patriarche Bartholomée, Et Dieu vit que cela était bon, éditions du Cerf, juillet 2015, 64 p..
- Jean Bastaire (éd.), Le gémissement de la Création : vingt textes sur l'écologie (de Jean-Paul II), Parole et Silence, 2006.
- Jean Bastaire et Hélène Bastaire :
  - Le salut de la Création : essai d'écologie chrétienne, Desclée de Brouwer, 1996.
  - Pour une écologie chrétienne, Cerf, novembre 2004.
  -  Un nouveau franciscanisme, Paris, Parole et silence, 2005
  - La Terre de Gloire, essai d'écologie parousiaque, Paris, Cerf, 2010
  - La création, pour quoi faire ? : une réponse aux créationnistes, éditions Salvator, 2010.
- Frédéric Baudin, La Bible et l'écologie : La protection de l'environnement dans une perspective chrétienne, Éditions Excelsis, 2013, 2e édition 2020.
- André Beauchamp : 
  - Pour une sagesse de l’environnement, Novalis, 1992, 221 p.
  - Devant la création, éditions Fides, 1997.
  - Environnement et Église, éditions Fides, 2008, 167 p.
  - L'eau et la terre me parlent d'ailleurs, une spiritualité de l'environnement, Novalis, mars 2010
  - Regards critiques sur la consommation, pour une conversion écologique, Novalis, Montréal, décembre 2012
- Gaultier Bès, Marianne Durano et Axel Norgaard Rokvam, Nos limites, pour une écologie intégrale, Le Centurion, 2014.
- Dave Bookless, Dieu, l'écologie et moi, Excelsis, 2014, 208 p.
- Dave Bookless, Un Dieu zéro déchet, Ed. Je Sème, Dossier Vivre n°42, 2019
- Christophe Boureux, Dieu est aussi jardinier : Une lecture de la première écologie du monde, Les éditions du Cerf, 2014, 301 p.
- John Baird Callicott, Genèse : La Bible et l'écologie, Wildproject Editions, 2009.
- Éric Charmetan s.j., Jérôme Gué s.j., Parcours spirituel pour une conversion écologique, l'appel de Laudato si', éditions Vie chrétienne, 2020, 128 p.
- Conseil famille et société - Conférence des évêques de France, Nouveaux modes de vie ? L'appel de Laudato', 2017, 9 €
- Conseil pour les questions familiales et sociales (CEF) :
  - La Création au risque de l’environnement, Bayard-Cerf-Fleurus-Mame, 2008, 57 p.
  - Enjeux et défis écologiques pour l’avenir, Bayard-Cerf-Fleurus-Mame, 2012, 80 p.
- Michèle Clavier, Prier avec toute la Création, avec prières du pape François, éditions du Signe, 2018, 48 p.
- René Coste, Dieu et l'écologie : environnement, théologie, spiritualité, Paris, éd. de l'Atelier (coll. Tout simplement), 1994
- Gilles Danroc et Emmanuelle Cazanave (dir.), Laudato si' Pour une écologie intégrale, Lethielleux Éditions, 2017.
- Tugdual Derville, 67 recettes de bonheur : L'écologie humaine en actions, éditions Emmanuel, 6 novembre 2018, 152 p.
- Michel Maxime Egger, La Terre comme soi-même, Labor et fides, 2012, 322 p.
- David Fines et Norman Lévesque, Les pages vertes de la Bible, Novalis, 2011.
- Falk van Gaver, L’Écologie selon Jésus-Christ, éditions de l’Homme Nouveau, 2011, 168 p., préface de Jean Bastaire
- Étienne Grenet, Le Christ vert : itinéraires pour une conversion écologique intégrale, Artège le Sénevé, 2021
- Albert Hari, L'écologie et la bible. L'eau, les animaux, les humains, Éditions de l'Atelier, 1995, 240 p.
- Peter Harris, Foi d'Ecolo, Farel, 2015.
- Emilie Hobbs, Jean-François Mouhot, Chris Walley (ed.), Evangile et Changement Climatique, Ed. Je Sème, Dossier Vivre n°40, 2017.
- Henri Hude, Habiter notre nature, écologie et humanisme, edition Mame, 2018, 245 p.
- Ignace IV, patriarche d'Antioche, Sauver la création, suivi de trois essais sur la rencontre des Églises et des religions, Paris, DBB (Théophaniess), 1989
- Nathalie de Kaniv et François You, L'écologie intégrale au cœur des monastères, Les Plans-sur-Bex (Suisse)/Paris/52-Langres, Parole et Silence, novembre 2019, 279 p. (ISBN 978-2-88959-104-6)
- Olivier Landron
  - textes rassemblés par O. Landron, Mgr Marc Stenger (dir.), Écologie et création, Enjeux et perspectives pour le christianisme aujourd'hui, Colloque organisé par la faculté de théologie d'Angers, Université catholique de l'Ouest, Parole et Silence, 17 mai 2008.
  - Le catholicisme vert, Paris, Le Cerf, 2008.
- Dominique Lang
  - Petit manuel d'écologie intégrale. Avec l'encyclique Laudato si' un printemps pour le monde, éditions Saint-Léger, 2015.
  - Générations Laudato si', Bayard, 2020, 228 p.
- Jean-Claude Larchet, Les fondements spirituels de la crise écologique, Syrtes, Genève, 2018.
- Elena Lasida, Parler de la Création après Laudato si', Bayard, collection Spiritualité, 2020.
- Norman Levesque, Prendre soin de la création, éditions Novalis, 2013.
- Thomas Michelet, Les papes et l'écologie, De Vatican II à Laudato si, Artège, 2016 présentation en ligne.
- Jürgen Moltmann, Dieu dans la création, Traité écologique de la création, coll. Cogitatio fidei no 146, Paris, Cerf, 1988, 419 p. ((de) Gott in der Schöpfung, Ökologische Schöpfungslehre, Munich, Chr. Kaiser, 1985).
- Théodore Monod, Enfants de la Terre, Alice, 2000, 94 p.
- Pape François
  - Laudato Si édition commentée, CERAS
  - Laudato si, illustration Yann Arthus-Bertrand, éditions Première Partie, 2018, 212 p.
- Pape François, Bartholomée Ier (préface), Notre mère la Terre, Salvator, octobre 2019, 144 p.
- Patrice de Plunkett, L'écologie, de la Bible à nos jours, Pour en finir avec les idées reçues, éditions de l'Œuvre, 2008.
- Michel Raquet, Le message écologique des Écritures Saintes, OnTau éditions, 2023, 183 p.
- Fabien Revol
  - avec Alain Ricaud, Une encyclique pour une insurrection écologique des consciences, Parole et Silence, 2015.
  - avec Jean-Marie Gueullette (dir.), Avec les créatures. Pour une approche chrétienne de l'écologie, éditions du Cerf, 2015, 224 p.
  - Pour une écologie de l'espérance. Les chrétiens et la création, Les Altercathos, 2015
  - (dir.), La réception de l’encyclique Laudato si’ dans la militance écologiste, Éditions Cerf, 2017, 153 p.
  - (dir.), Avec Laudato si’ devenir acteurs de l’écologie intégrale, 2017, Éditions Peuple libre, 248 p.
  - (dir.), Penser l'écologie dans la tradition catholique, Labor et Fides, 2018, 408 p.
  - Le Regard de Dieu sur la création, Un dialogue entre théologie et écologie, Lyon, Peuple Libre, 2021, 274 p.
- Claude-Henri Rocquet, Saint François parle aux oiseaux, Les Éditions Franciscaines, 2005, 52 p.
- Yves Urvoy, L'écologie et l'Église.
- Julien Vidal, Ça commence par moi - Soyons le changement que nous voulons voir dans le monde, Seuil, collection Sciences humaines, 2018
- Adeline et Alexis Voizard, Comment sauver la planète à domicile, l’art de vivre selon Laudato Si’, éditions Emmanuel, 2018, 148 p.
- Adeline et Alexis Voizard, Je sauve la planète à domicile. Mon cahier-coach Laudato si', Quasar, mai 2019, 80 p.
- Œco — Église et environnement, Paroisses vertes : guide écologique à l’attention des Églises, Labor et Fides, Genève, 2010, 143 p.